# Feng Yijun
Feng Yijun (12 febbraio 1997) è un tennistavolista statunitense di origini cinesi, che ha rappresentato gli Stati Uniti ai Giochi olimpici di Rio de Janeiro 2016.